# Małgorzata Witko
Małgorzata Maria Witko (ur. 17 lutego 1951) – polska profesor nauk chemicznych. Specjalizuje się w zagadnieniach z zakresu chemii kwantowej oraz fizyki ciała stałego. Członek Polskiej Akademii Nauk (korespondent w 2007 r., rzeczywisty w 2020 r.), członek Academia Europaea od 2012 roku. Pracownik naukowy, a dawniej także dyrektor Instytutu Katalizy i Fizykochemii Powierzchni im. Jerzego Habera PAN.
Absolwentka studiów chemicznych na Uniwersytecie Jagiellońskim (rocznik 1973). Doktoryzowała się w 1978 roku, habilitację uzyskała w 1991 lub 1992 roku na Wydziale Chemii UJ na podstawie pracy zatytułowanej „Utleniane węglowodorów na katalizatorach tlenkowych – badania metodami chemii kwantowej”. W 1997 r. otrzymała tytuł profesora nauk chemicznych.
W 2016 r.  Politechnika Rzeszowska im. Ignacego Łukasiewicza nadała jej tytuł doktora honoris causa.